# Liste der Auslandsreisen von Bundeskanzler Olaf Scholz

Deutschland
1 Besuch
2 Besuche
3 bis 7 Besuche
8 bis 10 Besuche
ab 11 Besuche
Besuche nicht bekannt

Die Liste der Auslandsreisen von Bundeskanzler Olaf Scholz enthält alle offiziellen Auslandsreisen, die er während seiner Amtszeit vom 8. Dezember 2021 bis zum 6. Mai 2025 durchgeführt hat.

## Funktion
Auslandsreisen des Bundeskanzlers dienten zum einen der Vertiefung der bilateralen Beziehungen zu den besuchten Ländern. Hierbei wurden Themen der sozialen, politischen und/oder wirtschaftlichen Zusammenarbeit erörtert und gegebenenfalls entsprechende Verträge unterzeichnet. Neben den offiziellen Anlässen waren Besuche von Museen, kulturelle und sportliche Veranstaltungen, Entgegennahme von Ehrungen und Preisen ein weiterer Bestandteil der Auslandsreisen. Zum anderen dienten Auslandsbesuche der Pflege multilateraler Beziehungen bzw. der Vertretung Deutschlands bei offiziellen Treffen der Europäischen Union, der G7-Staaten, der UNO und anderen internationaler Organisationen.

## Liste der Auslandsbesuche

### 2021
| Datum                | Ort                 | Hauptgrund | Bild |
| -------------------- | ------------------- | --- | ---- |
| 10. Dezember         | Paris ( Frankreich) | Treffen mit Präsident Emmanuel Macron |      |
| 10. Dezember         | Brüssel ( Belgien)  | Treffen mit der Präsidentin der EU-Kommission, Ursula von der Leyen, dem Präsidenten des Europäischen Rates, Charles Michel, und dem NATO-Generalsekretär Jens Stoltenberg |      |
| 12. Dezember         | Warschau ( Polen)   | Treffen mit Ministerpräsident Mateusz Morawiecki |      |
| 15. und 16. Dezember | Brüssel ( Belgien)  | - Teilnahme am Gipfel der Östlichen Partnerschaft - Teilnahme am Europäischen Rat                                                                                          |      |
| 20. Dezember         | Rom ( Italien)      | Treffen mit Ministerpräsident Mario Draghi |      |

### 2022
| Datum                 | Ort                                          | Hauptgrund | Bild |
| --------------------- | -------------------------------------------- | --- | ---- |
| 17. Januar            | Madrid ( Spanien)                            | Treffen mit Ministerpräsident Pedro Sánchez |      |
| 7. Februar            | Washington, D.C. ( Vereinigte Staaten)       | - Treffen mit Präsident Joe Biden - Abendessen mit verschiedenen US-Senatoren |      |
| 14. Februar           | Kiew ( Ukraine)                              | Treffen mit Präsident Wolodymyr Selenskyj |      |
| 15. Februar           | Moskau ( Russland)                           | Treffen mit Präsident Wladimir Putin |      |
| 17. und 18. Februar   | Brüssel ( Belgien)                           | Teilnahme am Gipfeltreffen der Staats- und Regierungschefs von Europäischer Union und Afrikanischer Union |      |
| 24. Februar           | Brüssel ( Belgien)                           | EU-Sondergipfel zum russischen Überfall auf die Ukraine |      |
| 28. Februar           | Paris ( Frankreich)                          | Gespräch mit Emmanuel Macron, Ursula von der Leyen und Vertretern des European Round Table for Industry |      |
| 1. und 2. März        | Jerusalem ( Israel)                          | - Besuch der Holocaust-Gedenkstätte Yad Vashem - Gespräche mit Ministerpräsident Naftali Bennett und Außenminister Jair Lapid |      |
| 10. und 11. März      | Versailles ( Frankreich)                     | Teilnahme an der informellen Tagung der Staats- und Regierungschefs der EU |      |
| 14. März              | Ankara ( Türkei)                             | Gespräch mit Staatspräsident Recep Tayyip Erdoğan |      |
| 24. und 25. März      | Brüssel ( Belgien)                           | - Teilnahme am NATO-Sondergipfel der Staats- und Regierungschefs - Gipfeltreffen der G7 Staats- und Regierungschefs - Teilnahme am Europäischen Rat |      |
| 8. April              | London ( Vereinigtes Königreich)             | Gespräch mit Premierminister Boris Johnson |      |
| 27. bis 29. April     | Tokio ( Japan)                               | - Rede zu den deutsch-japanischen Beziehungen im Rahmen einer Wirtschaftsveranstaltung zum 60. Jahrestag der Gründung der Deutschen Industrie- und Handelskammer in Japan - Gespräch mit Premierminister Fumio Kishida                                                                                  |      |
| 18. Mai               | Esbjerg ( Dänemark)                          | Teilnahme am ersten Nordsee-Gipfel |      |
| 19. Mai               | Den Haag ( Niederlande)                      | - Treffen mit König Willem-Alexander - Treffen mit Premierminister Mark Rutte |      |
| 22. Mai               | Dakar ( Senegal)                             | - Treffen mit Präsident Macky Sall - Gespräch mit Wirtschaftsvertretern - Einweihung des Solarparks Diass |      |
| 22. und 23. Mai       | Niamey ( Niger)                              | - Besuch des Stützpunkt der Spezialkräftemission Gazelle der EUTM und der dort stationierten Soldatinnen und Soldaten - Treffen mit Präsident Mahamed Bazoum |      |
| 24. Mai               | Johannesburg ( Südafrika)                    | - Treffen mit Präsident Cyrill Ramaphosa - Besuch der Firma Sasol - Teilnahme an der Jubiläumsfeier der Deutschen Industrie- und Handelskammer für das südliche Afrika |      |
| 26. Mai               | Davos ( Schweiz)                             | Rede beim Weltwirtschaftsforum |      |
| 30. und 31. Mai       | Brüssel ( Belgien)                           | Teilnahme am außerordentlichen Europäischen Rat |      |
| 7. Juni               | Vilnius ( Litauen)                           | - Treffen mit Präsident Gitanas Nausėda - Treffen mit Ministerpräsidentin Ingrida Šimonytė - Treffen mit der estnischen Ministerpräsidentin Kaja Kallas - Treffen mit dem lettischen Ministerpräsidenten Krišjānis Kariņš - Besuch der EFP-Battlegroup Lithuania                                        |      |
| 10. Juni              | Pristina ( Kosovo)                           | - Treffen mit Premierminister Albin Kurti - Besuch der deutschen KFOR-Truppen |      |
| 10. Juni              | Belgrad ( Serbien)                           | - Treffen mit Ministerpräsidentin Ana Brnabić - Treffen mit Präsident Aleksandar Vučić |      |
| 10. Juni              | Thessaloniki ( Griechenland)                 | Teilnahme an einem Treffen der Länder der Initiative Regionaler Kooperationsrat |      |
| 11. Juni              | Skopje ( Nordmazedonien)                     | Treffen mit Ministerpräsident Dimitar Kovačevski |      |
| 11. Juni              | Sofia ( Bulgarien)                           | Treffen mit Ministerpräsident Kiril Petkow |      |
| 16. Juni              | Kiew ( Ukraine)                              | - Treffen mit Präsident Wolodymyr Selenskyj - Treffen mit dem französischen Präsidenten Emmanuel Macron - Treffen mit dem italienischen Ministerpräsidenten Mario Draghi - Treffen mit dem rumänischen Präsidenten Klaus Johannis - Besuch des Kiewer Vorortes Irpin zur Begutachtung der Kriegsschäden |      |
| 23. und 24. Juni      | Brüssel ( Belgien)                           | Teilnahme am Europäischen Rat |      |
| 28. bis 30. Juni      | Madrid ( Spanien)                            | Teilnahme am NATO-Gipfel |      |
| 4. Juli               | Paris ( Frankreich)                          | Treffen mit Präsident Emmanuel Macron |      |
| 31. Juli              | London ( Vereinigtes Königreich)             | Besuch der Finalpartie der Fußball-Europameisterschaft der Frauen 2022 |      |
| 15. August            | Oslo ( Norwegen)                             | - Teilnahme am Nordisch-Deutschen Treffen - Treffen mit Ministerpräsident Jonas Gahr Støre |      |
| 16. August            | Stockholm und Södertälje ( Schweden)         | - Treffen mit Ministerpräsidentin Magdalena Andersson - Besuch beim Lastwagenhersteller Scania |      |
| 21. bis 23. August    | Montréal, Toronto und Stephenville ( Kanada) | Treffen mit Premierminister Justin Trudeau |      |
| 29. August            | Prag ( Tschechien)                           | - Treffen mit Ministerpräsident Petr Fiala - Rede an der Karls-Universität |      |
| 2. September          | Évian-les-Bains ( Frankreich)                | Teilnahme an einer Diskussionsrunde und einem Bankett anlässlich des 30. Jubiläums des deutsch-französischen Unternehmertreffens |      |
| 19. bis 21. September | New York City ( Vereinigte Staaten)          | Teilnahme an der Generalversammlung der Vereinten Nationen |      |
| 24. und 25. September | Dschidda ( Saudi-Arabien)                    | Treffen mit Kronprinz Mohammed bin Salman |      |
| 24. und 25. September | Abu Dhabi ( Vereinigte Arabische Emirate)    | Treffen mit Präsident Muhammad bin Zayid Al Nahyan |      |
| 24. und 25. September | Doha ( Katar)                                | Treffen mit Emir Tamim bin Hamad Al Thani |      |
| 5. und 6. Oktober     | A Coruña ( Spanien)                          | Teilnahme an den deutsch-spanischen Regierungskonsultationen und Treffen mit Premierminister Pedro Sánchez |      |
| 6. Oktober            | Prag ( Tschechien)                           | Teilnahme am Gründungstreffen der Europäischen Politischen Gemeinschaft |      |
| 7. Oktober            | Prag ( Tschechien)                           | Teilnahme an der informellen Tagung der Staats- und Regierungschefs der EU |      |
| 20. und 21. Oktober   | Brüssel ( Belgien)                           | Teilnahme am Europäischen Rat |      |
| 26. Oktober           | Paris ( Frankreich)                          | Treffen mit Präsident Emmanuel Macron |      |
| 27. Oktober           | Athen ( Griechenland)                        | Treffen mit Ministerpräsident Kyriakos Mitsotakis |      |
| 4. November           | Peking ( Volksrepublik China)                | - Treffen mit Präsident Xi Jinping - Treffen mit Ministerpräsident Li Keqiang |      |
| 7. und 8. November    | Scharm asch-Schaich ( Ägypten)               | Teilnahme an der UN-Klimakonferenz 2022 |      |
| 13. November          | Hanoi ( Vietnam)                             | - Treffen mit Premierminister Phạm Minh Chính - Treffen mit dem Generalsekretär der Kommunistischen Partei Nguyễn Phú Trọng |      |
| 14. November          | Singapur                                     | - Treffen mit Premierminister Lee Hsien Loong - Treffen mit Präsidentin Halimah Yacob - Teilnahme an der 17. Asien-Pazifik-Konferenz der Deutschen Wirtschaft |      |
| 15. und 16. November  | Bali ( Indonesien)                           | Teilnahme am G20-Gipfel 2022 |      |
| 6. Dezember           | Tirana ( Albanien)                           | Teilnahme an der Westbalkan-Konferenz |      |
| 14. Dezember          | Brüssel ( Belgien)                           | Teilnahme am EU-ASEAN-Gipfel |      |
| 15. Dezember          | Brüssel ( Belgien)                           | Teilnahme am Europäischen Rat |      |

### 2023
| Datum                 | Ort                                         | Hauptgrund | Bild |
| --------------------- | ------------------------------------------- | --- | ---- |
| 5. Januar             | Rom ( Italien) und Vatikanstadt             | Teilnahme am Requiem für den emeritierten Papst Benedikt XVI. |      |
| 18. Januar            | Davos ( Schweiz)                            | Teilnahme und Rede beim Weltwirtschaftsforum |      |
| 22. Januar            | Paris ( Frankreich)                         | - Teilnahme am 24. Deutsch-Französischen Ministerrat - Teilnahme und Rede am Festakt zum 60. Jahrestag des Élysée-Vertrags - Treffen mit Staatspräsident Emmanuel Macron                                                                    |      |
| 28. bis 31. Januar    | Buenos Aires ( Argentinien)                 | Treffen mit Präsident Alberto Ángel Fernández |      |
| 28. bis 31. Januar    | Santiago de Chile ( Chile)                  | Treffen mit Präsident Gabriel Boric |      |
| 28. bis 31. Januar    | Brasília ( Brasilien)                       | Treffen mit Präsident Luiz Inácio Lula da Silva |      |
| 8. Februar            | Paris ( Frankreich)                         | Treffen mit Präsident Emmanuel Macron und dem ukrainischen Präsidenten Wolodymyr Selenskyj |      |
| 9. und 10. Februar    | Brüssel ( Belgien)                          | Teilnahme am außerordentlichen Europäischen Rat |      |
| 14. Februar           | Zeebrugge ( Belgien)                        | Treffen mit Premierminister Alexander De Croo im Rahmen eines belgisch-deutschen Energietreffens |      |
| 24. bis 26. Februar   | Neu-Delhi und Bengaluru ( Indien)           | Treffen mit Premierminister Narendra Modi |      |
| 2. bis 4. März        | Washington, D.C. ( Vereinigte Staaten)      | Treffen mit Präsident Joe Biden |      |
| 17. und 18. März      | Tokio ( Japan)                              | - Treffen mit Ministerpräsident Fumio Kishida - Teilnahme und Leitung der ersten deutsch-japanischen Regierungskonsultationen |      |
| 23. und 24. März      | Brüssel ( Belgien)                          | Teilnahme am Europäischen Rat |      |
| 27. März              | Rotterdam ( Niederlande)                    | - Treffen mit Ministerpräsident Mark Rutte - Teilnahme und Leitung der 4. deutsch-niederländischen Regierungskonsultationen |      |
| 3. April              | Bukarest ( Rumänien)                        | - Treffen mit Präsident Klaus Johannis - Treffen mit Ministerpräsident Nicolae Ciucă - Treffen mit Abgeordnetenkammerpräsident Marcel Ciolacu - Treffen mit der moldauischen Präsidentin Maia Sandu                                         |      |
| 19. und 20. April     | Lissabon ( Portugal)                        | Treffen mit Premierminister António Costa |      |
| 24. April             | Ostende ( Belgien)                          | Teilnahme am zweiten Nordsee-Gipfel |      |
| 4. und 5. Mai         | Addis Abeba ( Äthiopien)                    | - Treffen mit dem Präsidenten der Afrikanischen Union Moussa Faki - Treffen mit Premierminister Abiy Ahmed - Treffen mit dem Leiter der Interimsverwaltung der Provinz Tigray Gatchew Reda - Treffen mit Staatspräsidentin Sahle-Work Zewde |      |
| 5. und 6. Mai         | Nairobi und Naivashasee ( Kenia)            | - Treffen mit Staatspräsident William Ruto - Treffen mit Vertretern aus Politik, Wirtschaft, Zivilgesellschaft und Kultur |      |
| 9. Mai                | Straßburg ( Frankreich)                     | Rede vor dem Europäischen Parlament |      |
| 16. und 17. Mai       | Reykjavík ( Island)                         | Teilnahme am Gipfeltreffen des Europarats |      |
| 19. bis 21. Mai       | Hiroshima ( Japan)                          | Teilnahme am G7-Gipfel 2023 |      |
| 21. Mai               | Seoul und Demilitarisierte Zone ( Südkorea) | - Treffen mit Präsident Yoon Suk-yeol - Besuch der Demilitarisierten Zone |      |
| 26. Mai               | Tallinn ( Estland)                          | - Treffen mit Premierministerin Kaja Kallas - Treffen mit dem litauischen Präsidenten Gitanas Nausėda - Treffen mit dem lettischen Ministerpräsidenten Krišjānis Kariņš                                                                     |      |
| 1. Juni               | Bulboaca ( Moldau)                          | Teilnahme am Gipfeltreffen der Europäischen Politischen Gemeinschaft |      |
| 8. Juni               | Rom ( Italien)                              | - Treffen mit Ministerpräsidentin Giorgia Meloni - Treffen mit Staatspräsident Sergio Mattarella |      |
| 12. Juni              | Paris ( Frankreich)                         | Treffen mit Präsident Emmanuel Macron und dem polnischen Präsidenten Andrzej Duda im Format des Weimarer Dreiecks |      |
| 22. und 23. Juni      | Paris ( Frankreich)                         | - Teilnahme am „Summit for a New Global Financing Pact“ - Treffen mit Präsident Emmanuel Macron |      |
| 29. und 30. Juni      | Brüssel ( Belgien)                          | Teilnahme am Europäischen Rat |      |
| 11. und 12. Juli      | Vilnius ( Litauen)                          | Teilnahme am NATO-Gipfel |      |
| 17. und 18. Juli      | Brüssel ( Belgien)                          | Teilnahme am EU-Lateinamerika-Karibik-Gipfel |      |
| 18. August            | Salzburg ( Österreich)                      | Treffen mit Bundeskanzler Karl Nehammer |      |
| 9. und 10. September  | Neu-Delhi ( Indien)                         | Teilnahme am G20-Gipfel 2023 |      |
| 17. bis 20. September | New York City ( Vereinigte Staaten)         | Teilnahme an der Generalversammlung der Vereinten Nationen |      |
| 5. Oktober            | Granada ( Spanien)                          | Teilnahme am Gipfeltreffen der Europäischen Politischen Gemeinschaft |      |
| 6. Oktober            | Granada ( Spanien)                          | Teilnahme an der informellen Tagung der Staats- und Regierungschefs der EU |      |
| 16. Oktober           | Tirana ( Albanien)                          | Teilnahme an der Westbalkan-Konferenz |      |
| 17. Oktober           | Tel Aviv-Jaffa ( Israel)                    | - Treffen mit Außenminister Eli Cohen - Treffen mit Ministerpräsident Benjamin Netanjahu - Treffen mit Staatspräsident Jitzchak Herzog |      |
| 18. Oktober           | Kairo ( Ägypten)                            | - Treffen mit Präsident Abd al-Fattah as-Sisi - Treffen mit UN-Nothilfekoordinator Martin Griffiths |      |
| 26. und 27. Oktober   | Brüssel ( Belgien)                          | Teilnahme am Europäischen Rat |      |
| 29. bis 31. Oktober   | Abuja und Lagos ( Nigeria)                  | - Treffen mit Präsident Bola Tinubu - Treffen mit Omar Touray, Präsident der ECOWAS-Kommission |      |
| 29. bis 31. Oktober   | Accra ( Ghana)                              | Treffen mit Präsident Nana Akufo-Addo |      |
| 10. November          | Málaga ( Spanien)                           | Treffen mit Ministerpräsident Pedro Sánchez |      |
| 1. Dezember           | Dubai ( Vereinigte Arabische Emirate)       | Teilnahme an der UN-Klimakonferenz 2023 |      |
| 13. Dezember          | Brüssel ( Belgien)                          | Teilnahme an der Westbalkan-Konferenz |      |
| 14. und 15. Dezember  | Brüssel ( Belgien)                          | Teilnahme am Europäischen Rat |      |

### 2024
| Datum                 | Ort                                                   | Hauptgrund | Bild |
| --------------------- | ----------------------------------------------------- | --- | ---- |
| 31. Januar            | Brüssel ( Belgien)                                    | Teilnahme an der Gedenkzeremonie für Jacques Delors |      |
| 1. Februar            | Brüssel ( Belgien)                                    | Teilnahme am außerordentlichen Europäischen Rat |      |
| 8. und 9. Februar     | Washington, D.C. ( Vereinigte Staaten)                | Treffen mit Präsident Joe Biden |      |
| 26. Februar           | Paris ( Frankreich)                                   | Teilnahme an der Konferenz zur Unterstützung für die Ukraine |      |
| 1. März               | Rom ( Italien)                                        | Treffen mit Staatspräsident Sergio Mattarella |      |
| 2. März               | Vatikanstadt                                          | Audienz bei Papst Franziskus |      |
| 17. März              | Akaba ( Jordanien)                                    | Treffen mit König Abdullah II. |      |
| 17. März              | Jerusalem ( Israel)                                   | - Treffen mit Ministerpräsident Benjamin Netanjahu - Treffen mit Staatspräsident Jitzchak Herzog |      |
| 21. und 22. März      | Brüssel ( Belgien)                                    | Teilnahme am Europäischen Rat |      |
| 26. März              | Ljubljana ( Slowenien)                                | Treffen mit Ministerpräsident Robert Golob |      |
| 6. April              | Bukarest ( Rumänien)                                  | Treffen mit Ministerpräsident Marcel Ciolacu |      |
| 13. bis 16. April     | Chongqing, Shanghai und Peking ( Volksrepublik China) | - Treffen mit Staatspräsident Xi Jinping - Treffen mit Ministerpräsident Li Qiang |      |
| 17. und 18. April     | Brüssel ( Belgien)                                    | Teilnahme am außerordentlichen Europäischen Rat |      |
| 6. Mai                | Pabradė ( Litauen)                                    | - Treffen mit Präsident Gitanas Nausėda - Truppenbesuch bei der im Rahmen der Übung Quadriga in Litauen stationierten 10. Panzerdivision |      |
| 6. Mai                | Riga ( Lettland)                                      | - Treffen mit Ministerpräsidentin Evika Siliņa - Treffen mit der estnischen Ministerpräsidentin Kaja Kallas - Treffen mit der litauischen Ministerpräsidentin Ingrida Šimonytė |      |
| 13. Mai               | Stockholm ( Schweden)                                 | - Treffen mit Ministerpräsident Ulf Kristersson - Treffen mit der dänischen Ministerpräsidentin Mette Frederiksen - Treffen mit dem finnischen Ministerpräsidenten Petteri Orpo - Treffen mit dem isländischen Premierminister Bjarni Benediktsson - Treffen mit dem norwegischen Ministerpräsidenten Jonas Gahr Støre - Firmenbesuch bei Ericsson |      |
| 14. Mai               | Stockholm ( Schweden)                                 | Treffen mit Ministerpräsident Ulf Kristersson |      |
| 6. Juni               | Omaha Beach ( Frankreich)                             | Teilnahme an der Gedenkveranstaltung anlässlich des 80. Jahrestags der Landung alliierter Truppen in der Normandie |      |
| 13. bis 15. Juni      | Fasano ( Italien)                                     | Teilnahme am G7-Gipfel 2024 |      |
| 15. und 16. Juni      | Stansstad ( Schweiz)                                  | Teilnahme an der Hochrangigen Konferenz zum Frieden in der Ukraine |      |
| 17. Juni              | Brüssel ( Belgien)                                    | Teilnahme an der informellen Tagung der Staats- und Regierungschefs der EU |      |
| 27. und 28. Juni      | Brüssel ( Belgien)                                    | Teilnahme am Europäischen Rat |      |
| 2. Juli               | Warschau ( Polen)                                     | - Treffen mit Ministerpräsident Donald Tusk - Teilnahme an den deutsch-polnischen Regierungskonsultationen |      |
| 9. bis 11. Juli       | Washington, D.C. ( Vereinigte Staaten)                | Teilnahme am NATO-Gipfel |      |
| 18. Juli              | Woodstock ( Vereinigtes Königreich)                   | Teilnahme am Gipfeltreffen der Europäischen Politischen Gemeinschaft |      |
| 19. Juli              | Belgrad ( Serbien)                                    | - Treffen mit Präsident Aleksandar Vučić - Treffen mit Ministerpräsident Miloš Vučević - Treffen mit EU-Kommissar Maroš Šefčovič - Teilnahme am Critical Raw Material Summit |      |
| 26. und 27. Juli      | Paris ( Frankreich)                                   | - Teilnahme an der Eröffnungsfeier der Olympischen Sommerspiele - Besuch der deutschen Sportler im Olympischen Dorf |      |
| 8. bis 10. August     | Paris ( Frankreich)                                   | - Besuch der Olympischen Sommerspiele - Treffen mit dem Präsidenten des Internationalen Olympischen Komitees, Thomas Bach |      |
| 21. August            | Chișinău ( Moldau)                                    | - Treffen mit Präsidentin Maia Sandu - Treffen mit Ministerpräsident Dorin Recean |      |
| 6. September          | Évian-les-Bains ( Frankreich)                         | - Treffen mit Präsident Emmanuel Macron - Teilnahme am deutsch-französischen Unternehmertreffen |      |
| 15. und 16. September | Samarqand ( Usbekistan)                               | - Treffen mit Präsident Shavkat Mirziyoyev - Teilnahme am deutsch-usbekischen Wirtschaftsroundtable |      |
| 16. und 17. September | Astana ( Kasachstan)                                  | - Treffen mit Präsident Qassym-Schomart Toqajew - Teilnahme am deutsch-kasachischen Wirtschaftsforum - Treffen mit dem kirgisischen Präsidenten Sadyr Dschaparow - Treffen mit dem tadschikischen Präsidenten Emomalij Rahmon - Treffen mit dem turkmenischen Präsidenten Serdar Berdimuhamedow                                                    |      |
| 21. bis 24. September | New York City ( Vereinigte Staaten)                   | Teilnahme am Zukunftsgipfel der Vereinten Nationen |      |
| 17. Oktober           | Brüssel ( Belgien)                                    | - Teilnahme am Europäischen Rat - Teilnahme am Eurogipfel |      |
| 18. und 19. Oktober   | Istanbul ( Türkei)                                    | Gespräch mit Staatspräsident Recep Tayyip Erdoğan |      |
| 24. bis 26. Oktober   | Neu-Delhi und Vasco da Gama ( Indien)                 | - Gespräch mit Premierminister Narendra Modi - Teilnahme an den siebten Deutsch-Indischen Regierungskonsultationen - Rede auf der Asien-Pazifik-Konferenz der deutschen Wirtschaft - Besuch der Fregatte Baden-Württemberg und des Einsatzgruppenversorgers Frankfurt am Main                                                                      |      |
| 7. und 8. November    | Budapest ( Ungarn)                                    | Teilnahme an der informellen Tagung der Staats- und Regierungschefs der EU |      |
| 18. und 19. November  | Rio de Janeiro ( Brasilien)                           | Teilnahme am G20-Gipfel 2024 |      |
| 2. Dezember           | Kiew ( Ukraine)                                       | Treffen mit Präsident Wolodymyr Selenskyj |      |
| 18. Dezember          | Brüssel ( Belgien)                                    | Teilnahme an der Westbalkan-Konferenz |      |
| 19. Dezember          | Brüssel ( Belgien)                                    | Teilnahme am Europäischen Rat |      |

### 2025
| Datum            | Ort                              | Hauptgrund | Bild |
| ---------------- | -------------------------------- | --- | ---- |
| 14. Januar       | Helsinki ( Finnland)             | Teilnahme am Gipfel der NATO-Ostseeanrainer                                                                                          |      |
| 21. Januar       | Davos ( Schweiz)                 | Rede beim Weltwirtschaftsforum |      |
| 22. Januar       | Paris ( Frankreich)              | Treffen mit Staatspräsidenten Emmanuel Macron anlässlich des Jahrestags des Élysée-Vertrags                                          |      |
| 27. Januar       | Krakau und Oświęcim ( Polen)     | - Gespräch mit Ministerpräsident Donald Tusk - Teilnahme an der Gedenkveranstaltung zum 80. Jahrestag der Befreiung des KZ Auschwitz |      |
| 2. Februar       | London ( Vereinigtes Königreich) | Treffen mit Premierminister Keir Starmer                                                                                             |      |
| 3. Februar       | Brüssel ( Belgien)               | Teilnahme an der informellen Tagung der Staats- und Regierungschefs der EU                                                           |      |
| 10. Februar      | Paris ( Frankreich)              | Teilnahme am AI Action Summit |      |
| 17. Februar      | Paris ( Frankreich)              | Teilnahme an Beratungen zur Unterstützung für die Ukraine                                                                            |      |
| 2. März          | London ( Vereinigtes Königreich) | Teilnahme an Beratungen zur Unterstützung für die Ukraine                                                                            |      |
| 6. März          | Brüssel ( Belgien)               | Teilnahme am außerordentlichen Europäischen Rat                                                                                      |      |
| 20. und 21. März | Brüssel ( Belgien)               | Teilnahme am Europäischen Rat |      |
| 27. März         | Paris ( Frankreich)              | Teilnahme an Beratungen zur Unterstützung für die Ukraine                                                                            |      |
| 3. April         | Madrid ( Spanien)                | Treffen mit Ministerpräsident Pedro Sánchez                                                                                          |      |
| 16. April        | Warschau ( Polen)                | Treffen mit Ministerpräsident Donald Tusk                                                                                            |      |
| 26. April        | Vatikanstadt                     | Teilnahme an der Beerdigung von Papst Franziskus                                                                                     |      |
| 30. April        | Paris ( Frankreich)              | Treffen mit Präsident Emmanuel Macron                                                                                                |      |